# مودم دي اس ال

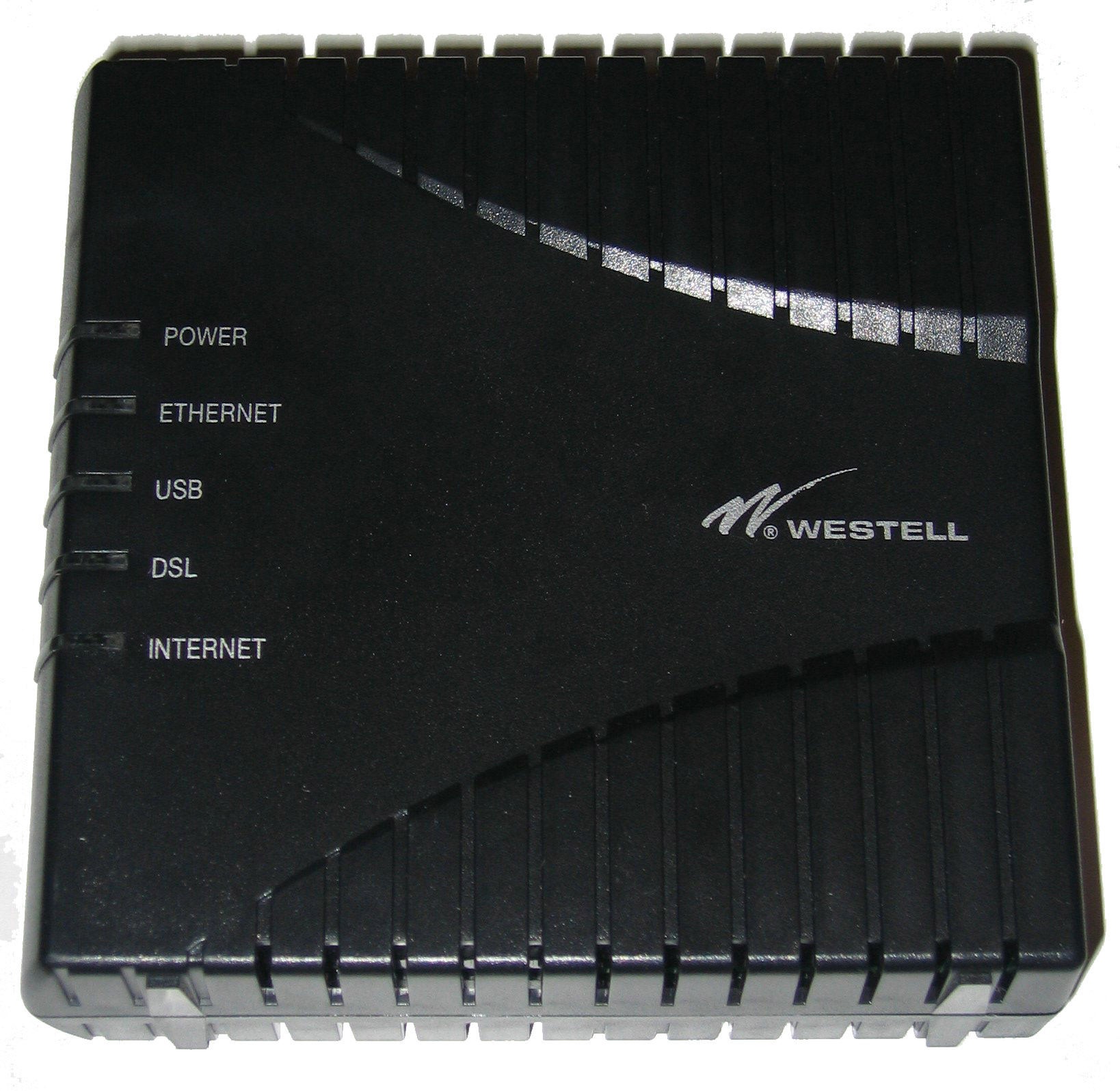
جهاز التوجيه Westell موديل 6100 AXXDSL DSL

مودم دي اس ال أو المودم الرقمي للخطوط الرقمية (DSL) هو جهاز يستخدم لربط جهاز كمبيوتر أو جهاز توجيه بخط هاتف يوفر خدمة الخط الرقمي للمشترك (DSL) للاتصال بالإنترنت، والتي تسمى غالبًا خدمة الـ DSL العريضة. يتصل المودم بجهاز كمبيوتر أو جهاز توجيه واحد، عبر منفذ إيثرنت، منفذ الناقل التسلسلي العام USB، أو يُثبيت في منفذ الملحقات الإضافية PCI في الكمبيوتر.
أما جهاز توجيه DSL الأكثر شيوعًا، فيعتبر جهازًا مستقلاً يجمع بين وظيفة مودم DSL وجهاز توجيه، ويمكنه ربط عدة أجهزة كمبيوتر من خلال منافذ إيثرنت متعددة أو نقطة وصول لاسلكية مدمجة. يُطلق عليه أيضًا اسم "بوابة سكنية"، حيث يدير جهاز توجيه DSL عادة الاتصال ومشاركة خدمة DSL في شبكة منزلية أو مكتب صغير.
تختلف مودمات وأجهزة توجيه DSL المختلفة في دعمها لمتغيرات تقنية DSL المختلفة مثل VDSL وSDSL وADSL.

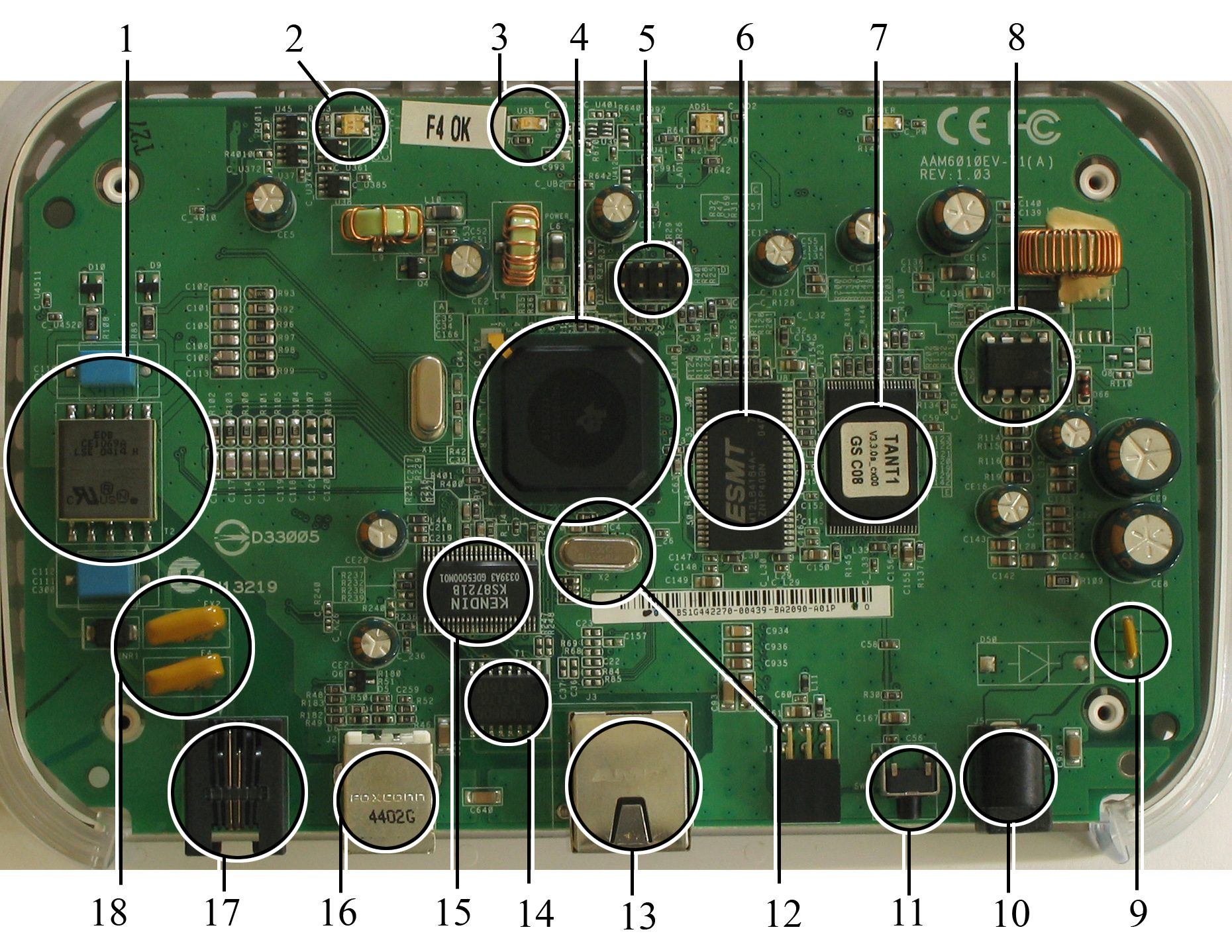
الأجزاء الداخلية لجهاز توجيه مودم ADSL

## وصف
يتكون جهاز توجيه DSL من صندوق يحتوي على منفذ RJ11 للاتصال بخط هاتف العميل القياسي. ويحتوي على عدة منافذ RJ45 لكابلات الإيثرنت لربطه بأجهزة الكمبيوتر أو الطابعات، مكوِّنًا شبكة محلية. عادةً، يحتوي أيضًا على منفذ USB يمكن استخدامه للاتصال بالكمبيوتر عبر كابل USB، مما يتيح الاتصال بالأجهزة التي لا تحتوي على منفذ إيثرنت. يحتوي جهاز توجيه DSL اللاسلكي أيضًا على هوائيات للسماح له بالعمل كنقطة وصول لاسلكية، بحيث يمكن للكمبيوترات الاتصال به وتكوين شبكة لاسلكية. يتم توفير الطاقة عادةً عن طريق سلك من محول حائط.
غالبًا ما يحتوي على سلسلة من مصابيح LED لعرض حالة جزء من رابط الاتصال DSL:
- مصباح الطاقة - يشير إلى أن المودم قيد التشغيل ولديه طاقة.
- مصابيح الإيثرنت - غالبًا ما يكون هناك مصباح فوق كل منفذ إيثرنت؛ يشير الضوء الثابت (أو في بعض الأحيان الوامض) إلى أن رابط الإيثرنت إلى تلك الحاسوب أو الجهاز قيد التشغيل.
- مصباح DSL - يشير الضوء الثابت إلى أن المودم قد أقام اتصالًا مع المعدات في مركز الهاتف المحلي (DSLAM) بحيث يعمل رابط DSL عبر خط الهاتف. سيكون هناك مصباح لكل خط للمودمات الجديدة التي تدعم ارتباط ADSL2+.[2]
- مصباح الإنترنت - يشير الضوء الثابت إلى أن عنوان IP وبروتوكول تهيئة المضيف الآلية DHCP قد تم تهيئتهما ويعملان، لذا النظام متصل بالإنترنت.[3]
- مصباح الشبكة اللاسلكية - (فقط في مودمات DSL اللاسلكية) يشير إلى أن الشبكة اللاسلكية قد تم تهيئتها وتعمل.

غالبًا ما تقدم العديد من أجهزة التوجيه صفحة ويب داخلية للشبكة المحلية لتكوين الجهاز وتقرير حالته. وغالبًا ما يتم تصميم معظم مودمات DSL لتثبيتها من قبل العميل ويتم تزويده بقرص مدمج أو دي في دي يحتوي على برنامج تثبيت. وقد يقوم البرنامج أيضًا بتفعيل خدمة DSL. عند تشغيل التوجيه، قد يستغرق الأمر عدة دقائق لتهيئة الشبكة المحلية ورابط DSL، والذي يُشير إليه غالبًا بتغيير ألوان مصابيح الحالة إلى اللون الأخضر. وهناك أيضًا مودمات DSL PCI، والتي توصل بفتحة بطاقة PCI المتاحة في الكمبيوتر.